# Футбольная академия Мухаммеда VI
Футбольная академия Мухаммеда VI  (араб. أكاديمية محمد السادس لكرة القدم‎) — марокканская футбольная академии из города Сале. Академия была основана королём Марокко Мухаммедом VI в 2009 году и направлена на развитие национального спорта. Расположена на правом берегу реки Бу-Регрег напротив столичного города Рабат.

## История
В 2007 году король Марокко поручил группе архитекторов построить архитектурную академию в Сале. Стоимость проекта составила около 140 миллионов долларов. Руководитель проекта функционер Нассер Ларге совершил поездку по стране в поисках кандидатов. В последствии, в академии была запущена система приёма студентов. Академия находится под контролем некоммерческой организации Compagnie Générale Immobiliere, её руководителем является секретарь короля и владелец клуба ФЮС Мунир Маджиди.
В марте 2010 года Мухаммед VI открыл академию, целью которой стало предоставление футбольного образования, наставничества и подготовки молодых футболистов. В академии одновременно занимаются около 50 человек в возрасте от 13 до 18 лет. По мимо королевского финансирования, академия получает средства от частных инвесторов.

## Известные игроки
- Юссеф Эн-Несери[7]
- Хамза Мендиль[8]
- Найеф Агерд[9]
- Аззедин Унаи[10]
- Абдель Абкар[11][12]